# Крествуд (Кентуккі)
Крествуд (англ. Crestwood) — місто (англ. city) в США, в окрузі Олдем штату Кентуккі. Населення — 6183 особи (2020).

## Географія
Крествуд розташований за координатами 38°20′37″ пн. ш. 85°28′31″ зх. д. / 38.34361° пн. ш. 85.47528° зх. д. (38.343576, -85.475239).  За даними Бюро перепису населення США в 2010 році місто мало площу 10,49 км², з яких 10,42 км² — суходіл та 0,07 км² — водойми.

## Демографія
Згідно з переписом 2010 року, у місті мешкала 4531 особа в 1626 домогосподарствах у складі 1202 родин. Густота населення становила 432 особи/км².  Було 1797 помешкань (171/км²).
Расовий склад населення:
| - 89,4 % — білих - 3,5 % — чорних або афроамериканців - 1,5 % — азіатів - 0,1 % — корінних американців - 3,2 % — осіб інших рас |

До двох чи більше рас належало 2,3 %. Частка іспаномовних становила 6,3 % від усіх жителів.
За віковим діапазоном населення розподілялося таким чином: 32,0 % — особи молодші 18 років, 59,9 % — особи у віці 18—64 років, 8,1 % — особи у віці 65 років та старші. Медіана віку мешканця становила 34,3 року. На 100 осіб жіночої статі у місті припадало 91,5 чоловіків;  на 100 жінок у віці від 18 років та старших — 88,0 чоловіків також старших 18 років.
Середній дохід на одне домашнє господарство  становив 91 473 долари США (медіана — 82 773), а середній дохід на одну сім'ю — 110 204 долари (медіана — 96 840). За межею бідності перебувало 4,2 % осіб, у тому числі 3,9 % дітей у віці до 18 років та 0,0 % осіб у віці 65 років та старших.
Цивільне працевлаштоване населення становило 2466 осіб. Основні галузі зайнятості: освіта, охорона здоров'я та соціальна допомога — 27,7 %, виробництво — 14,8 %, мистецтво, розваги та відпочинок — 11,4 %, роздрібна торгівля — 9,3 %.

## Персоналії
- Девід Льюелін Ворк Ґрі́ффіт (1875-1948) — американський кінорежисер.